# Vampirs del desert
Vampirs del desert (títol original: The Forsaken) és una pel·lícula estatunidenca  fantàstica i de terror dirigida per Joseph S. Cardone estrenada l'any 2001. Ha estat doblada al català.

## Argument
Sean (Kerr Smith), un muntador de tràilers d'una productora especialitzada en terror còmico-gore, va a Florida al volant d'un cotxe de luxe per assistir al matrimoni de la seva germana.
En ple desert del Arizona, puja Nick (Brendan Fehr), un autoestopista simpàtic i despreocupat. Més endavant, els dos homes pugen Megan (Izabella Miko), una jove dona en estat de xoc que erra sense objectiu.
Nick revela llavors a Sean la veritat: Megan és sota el control d'un mestre vampir. Ho sap per haver estat mossegat ell mateix per una desconeguda en una festa. No volent acceptar la seva trista sort, Nick combat la infecció i pretén haver trobat un remei capaç de retardar el termini de la transformació completa.
Sean, primer sobrepassat per aquestes revelacions, té recursos a aquest tractament després d'haver estat mossegat per Megan. El mestre dels vampirs, Kit (Jonathan Schaech), i els seus deixebles, Cym (Phina Oruche), Teddy (Alexis Thorpe) i Pen (Simon Rex), el xofer de dia, es llancen llavors al darrere dels nostres dos herois.

## Repartiment
- Kerr Smith: Sean
- Brendan Fehr: Nick
- Izabella Miko: Megan
- Johnathon Schaech: Kit
- Phina Oruche: Cym
- Simon Rex: Penn
- Carrie Snodgress: Ina Hamm
- Alexis Thorpe: Teddy